# Torrent de Cal Morros
El Torrent de Cal Morros, que en el primer tram del seu curs rep també el nom del Barranc del Maçana, és un afluent per la dreta de la Riera de Mantellí al Solsonès.
Neix al vessant de migjorn del Pinós, a poc més de 800 metres a ponent del nucli de Pinós. De direcció predominant cap al sud-oest, fa tot el seu curs pel terme municipal de Pinós. Desguassa a la Riera de Mantellí al sud-est de la masia de Ca l'Isidre.

## Xarxa hidrogràfica
La xarxa hidrogràfica del Torrent de Cal Morros està constituïda per 50 cursos fluvials que en total sumen una longitud de 22.902 m. Tota la xarxa transcorre pel terme de Pinós

### Principals afluents
- El Barranc de Ca l'Andreu